# Топорнины
Топорнины — русский дворянский род, внесён в VI часть дворянские родословные книги Симбирской, Самарской, Саратовской, Нижегородской, Тамбовской, Оренбургской, Пензенской губерний.
Справка о роде Топорниных: «Фамилия Топорниных, Дмитрий Топорнин и потомки сего рода, в 7193 (1685) и других годах служили Российскому Престолу дворянские службы в разных чинах и владели деревнями. всё сие доказывается справками архивов и присланною из Симбирского дворянского депутатского собрания родословную книгою, которой в VI часть, в число древнего дворянства род Топорниных внесён».
Другой род Топорниных был внесён в III часть Симбирской и Казанской дворянских родословных книг.

## Описание герба
В верхней половине щита, в голубом поле, изображены три серебряных топора, называемые по-старинному насека, один вверху и два ниже. В нижней половине, в серебряном поле, означены чёрный палисад и посредине, на золотой полосе, — три пушечных ядра.
На щите дворянский коронованный шлем. Нашлемник: три страусовых пера. Намёт на щите голубой, подложенный золотом.

## Известные представители рода
- Топорнин, Дмитрий Андреевич (19 мая 1846 — 6 июля 1914) — Генерал-лейтенант (с 1898), в русско-японскую войну командовал в 1904 году 16-м армейским корпусом Манчжурской армии. Похоронен в 1914 году в Александро-Невской Лавре, Санкт-Петербург.